# Eric Da Re
Eric Da Re (néha: Eric DaRe) (Los Angeles, 1965. március 3. –) amerikai színész.

## Élete és pályafutása
Eric Da Re Los Angelesben született az olasz származású színész Aldo Ray és a díjnyertes casting director (Kék bársony, Showgirls) Johanna Ray gyermekeként. A Horace Mann Általános Iskolában és Beverly Hills-i Középiskolában tanult, ahol Nicolas Cage osztálytársa volt. Több filmben és tv-sorozatban is játszott.
A legismertebb szerepe, Twin Peaks című kultikus sorozatban volt, ahol a bűnöző életmódot folytató, Leo Johnson bőrébe bújt.
Egyes filmjeinek a stáblistáján a nevének a különböző módosulatai szerepeltek (Eric DaRe, Eric DaRae, Eric Dare, Eric da Re).
2002-ben visszavonult a filmezéstől.

## Filmográfia
- Az árja faj (1987) – szörfös - (TV-film)
- Silent Night, Deadly Night 3: Better Watch Out! (1989) - (Videó-film)
- A villám (1990) - Tyrone - (TV-sorozat, Pilot-részben)
- Twin Peaks (1990-1991) - Leo Johnson - (TV-sorozat, 24 részben)
- Twin Peaks – Tűz, jöjj velem! (1992) - Leo Johnson
- Rémecskék 4. - Bernie (1992)
- SeaQuest – A mélység birodalma - Maxwell (1993) - (TV-sorozat, a 'To Be or Not to Be' című részben)
- Gyilkosság szexhívásra - Anthony a kidobó (1994)
- Hatalomátvétel - Venokur (1994) - (Videó-film)
- Halálos rajongás - Randall McSwain (1995)
- Hová tűnt Kevin Johnson? - apartmanvezető (1996)
- Istent játszva - Digiacomo (1997)
- Csillagközi invázió - felcser (1997)
- The player (1997) - (TV-film)
- Poodle Springs - Philip Marlowe visszatér - testőr (1998) (TV-film)
- Lured Innocence - csapos (2000) (TV-film)
- NieA under 7 - Nenji Yoshioka hangja az angol szinkronos verzióban (2000) (TV-sorozat)
- Angyali meló - orvos (2001)
- Ted Bundy - pártfogó (2002)
- Twin Peaks: The Missing Pieces - Leo Johnson (2014) (archiv felvételről)
- Twin Peaks 2017 - Leo Johnson (2017) (archív felvételről)

## Fordítás
- Ez a szócikk részben vagy egészben  az   Eric Da Re című angol Wikipédia-szócikk fordításán alapul.  Az eredeti cikk szerkesztőit annak laptörténete sorolja fel. Ez a jelzés csupán a megfogalmazás eredetét és a szerzői jogokat jelzi, nem szolgál a cikkben szereplő információk forrásmegjelöléseként.